# Ромашковка (Липецька область)
Ромашковка (рос. Ромашковка) — присілок в Ізмалковському районі Липецької області Російської Федерації.
Населення становить 10 осіб. Належить до муніципального утворення Василєвська сільрада.

## Історія
З 1934 до 1935 року в складі Воронезької області, у 1935–1937 Курської, а 1937–1954 роках — Орловської області. Відтак входить до складу Липецької області.
Згідно із законом від 2 липня 2004 року №114-оз органом місцевого самоврядування є Василєвська сільрада.

## Населення
| 2010 |
| ---- |
| 10   |